# Dubiaranea abjecta
Dubiaranea abjecta là một loài nhện trong họ Linyphiidae. Loài này được phát hiện ở Ecuador và Peru.